# Сельское поселение «Андронниковское»
Се́льское поселе́ние «Андронниковское» — муниципальное образование в Нерчинском районе Забайкальского края Российской Федерации.
Административный центр — село Андронниково.

## История
Статус и границы сельского поселения установлены Законом Читинской области от 19 мая 2004 года «Об установлении границ, наименований вновь образованных муниципальных образований и наделении их статусом сельского, городского поселения в Читинской области».

## Население
| 2010 | 2011 | 2012 | 2013 | 2014 | 2015 | 2016 |
| ---- | ---- | ---- | ---- | ---- | ---- | ---- |
| 271  | ↘270 | ↘269 | ↗276 | ↘273 | ↗276 | ↘272 |
| 2017 | 2018 | 2019 | 2020 | 2021 |      |      |
| ↘270 | ↘263 | ↗268 | ↘267 | ↘220 |      |      |

## Состав сельского поселения
| № | Населённый пункт | Тип населённого пункта       | Население |
| - | ---------------- | ---------------------------- | --------- |
| 1 | Андронниково     | село, административный центр | ↗168      |
| 2 | Волочаевка       | село                         | ↘14       |
| 3 | Котельниково     | село                         | ↘87       |